# Отаман Чайка
«Отаман Чайка» — історичний роман українського письменника Івана Корсака, опублікований в 2010 році київським видавництвом «Ярославів Вал».
Карколомний сюжет книги, головні герої якої є реальними історичними особами, не залишає байдужим читача. Іван Корсак, використовуючи архівні матеріали, реконструював і осмислив історію України XIX століття. Життя отамана Чайки (1804–1886), «поляка з українською групою крові», сповнено духом авантурництва й дивовижних, почасти парадоксальних поворотів долі.    
Відомий історик польської літератури Зигмунт Швейковський писав: «Чайковський завжди вважав себе поляком, але ідея незалежної Польщі без сумніву була для нього другорядною справою. У його свідомості вона нерозривно пов’язана з ідеєю вільної України, і без неї повністю втрачала для нього привабливість і сенс».